# I Married an Angel
 I Married an Angel és una pel·lícula musical dirigida per W.S. Van Dyke el 1942, amb Jeanette MacDonald i Nelson Eddy.
Precisament, aquest film és el darrer on Jeanette MacDonald i Nelson Eddy han treballat junts.

## Argument
Anna Zador és una secretària que ha estat treballant durant 6 mesos pel compte de Willie Palaffi. Tots els dies, va a la feina amb bicicleta i deixa un ram de flors sobre el seu escriptori, però Willie (un playboy de Budapest) ni tan sols sap que ella existeix.

## Repartiment
- Anna/Brigitta: Jeanette MacDonald
- El Comte Palaffi: Nelson Eddy
- Peter: Edward Everett Horton
- Peggy: Binnie Barnes
- "Whiskers": Reginald Owen
- Baró Szigethy: Douglass Dumbrille
- Marika: Mona Maris
- Suffi: Janis Carter

## Música
La música d'aquesta pel·lícula ha estat compostes per Richard Rodgers (musica) i Lorenz Hart (lletra).
- I Married An Angel
- Spring is Here
- Tira-Lira-La
- I'll Tell the Man in the Street
- Hey Butcher
- May I Present the Girl
- Now You've Met an Angel
- But What of Truth
- A Twinkle in Your Eye

## L'obra al teatre
I Married An Angel es va estrenar al Shubert Theatre (Broadway) l'11 de maig de 1938, i va ser fins al 25 de febrer de 1939 després de 338 actuacions, seguida d'una extensa gira. Va ser dirigida pel nouvingut Joshua Logan, amb la coreografia de George Balanchine, disseny escènic de Jo Mielziner, i disseny de vestuari de John Hambleton. El repartiment incloïa Dennis King com Willi, Vera Zorina com Angel, Vivienne Segal com Peggy i Walter Slezak com Harry, Charles Walters com Peter i Audrey Christie com Anna